# Fusió de galàxies
Una fusió de galàxies pot passar quan dues o més galàxies col·lideixen. Aquests processos són el tipus més violent d'interacció de galàxies. Encara que les fusions de galàxies no involucren realment la col·lisió d'estrelles o sistemes estel·lars, a causa de les grans distàncies entre les estrelles en la majoria de les circumstàncies, les interaccions gravitacionals entre les galàxies i la fricció entre la gas i la pols còsmica tenen efectes importants en les galàxies involucrades en el procés. Els efectes precisos d'aquestes fusions depenen d'una gran varietat de paràmetres, com ara els angles de col·lisió, les velocitats, i les composicions i dimensions relatives. Per aquests motius, les fusions de galàxies representen en l'actualitat una àrea extremadament activa de recerca en Astrofísica.
Les fusions de galàxies són importants, ja que la taxa de fusió és una mesura fonamental de l'evolució de les galàxies. La taxa de fusió també dona als astrònoms pistes de la manera en què les galàxies van acumular matèria al llarg del temps.

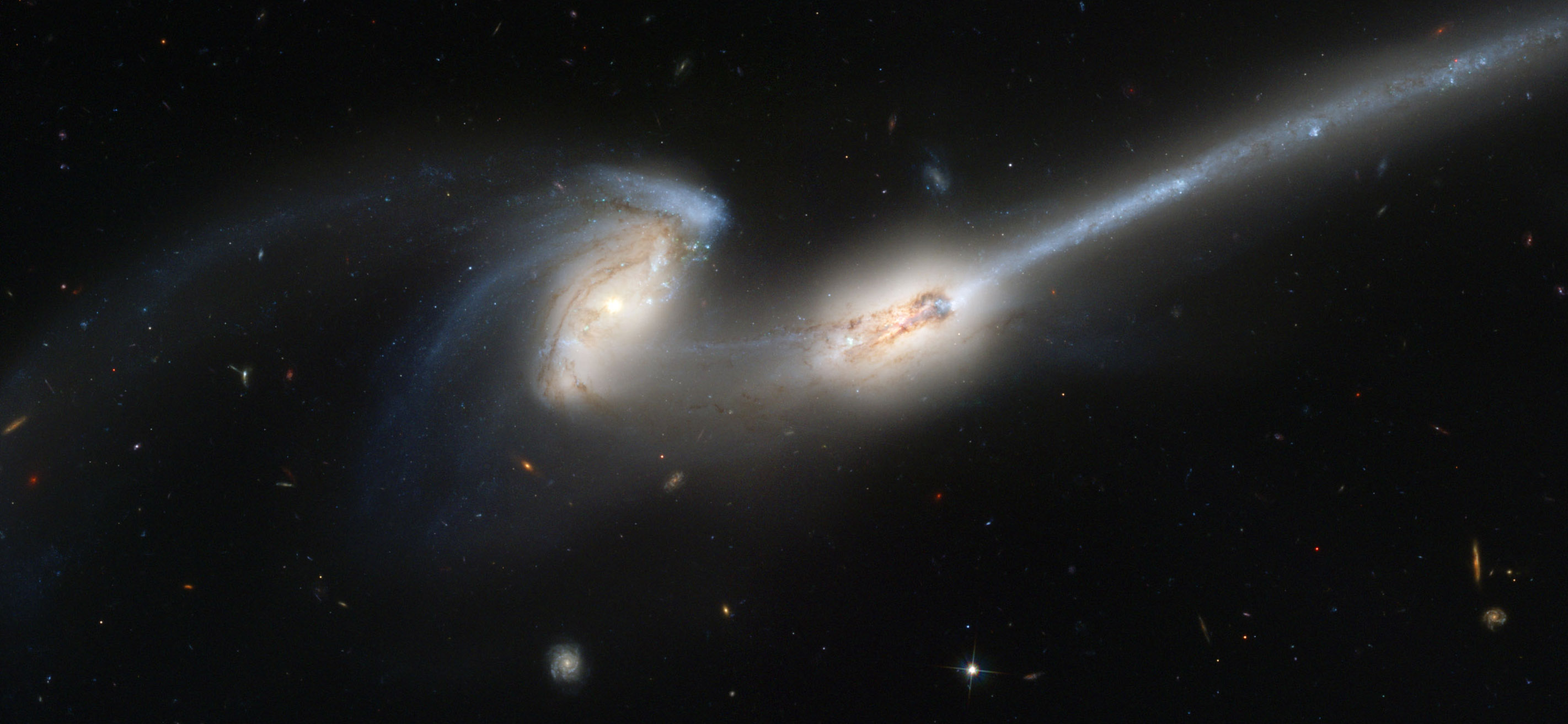
Galàxies dels Ratolins (NGC 4676 A i B) en procés de fusió

## Procés

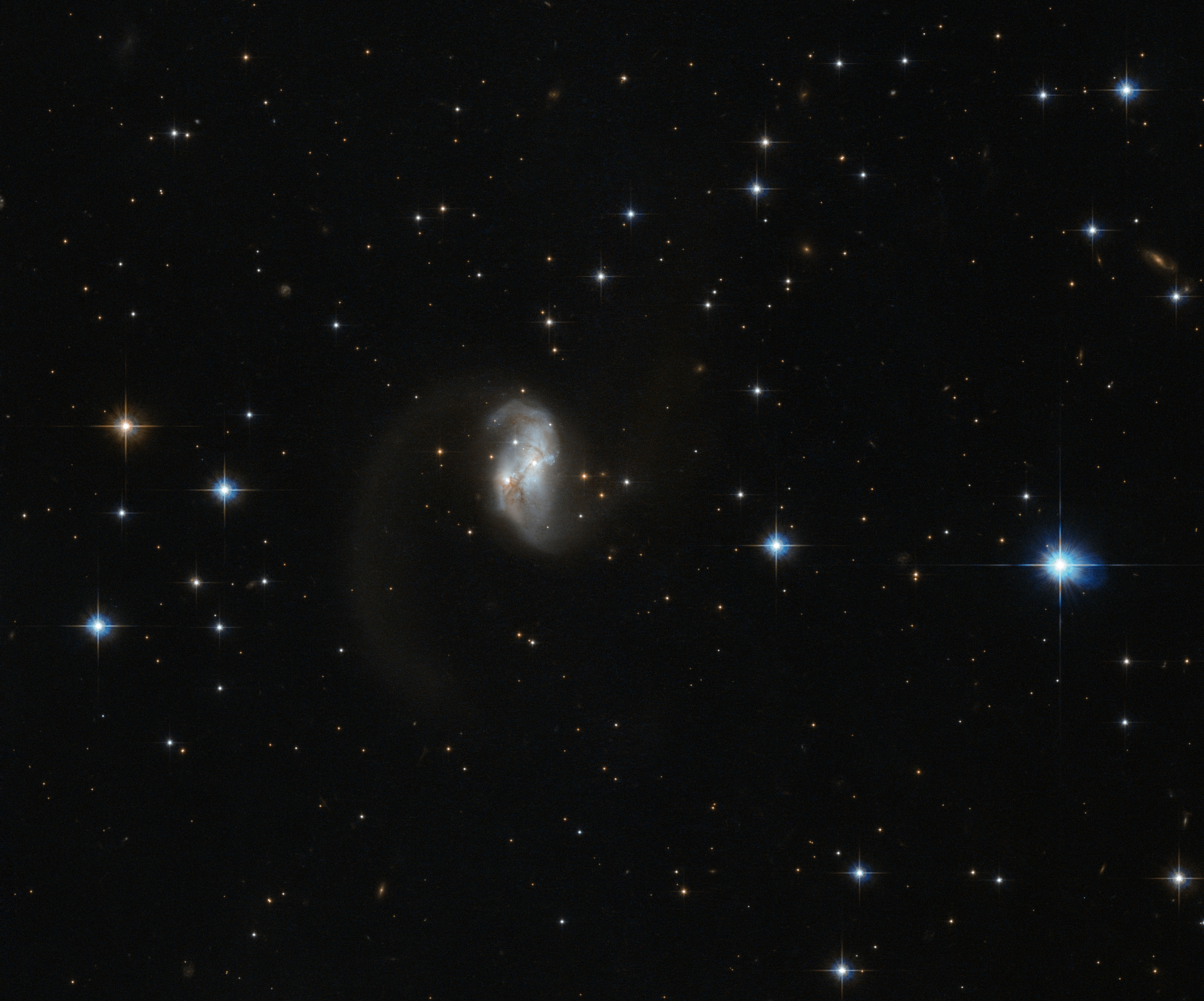
L'estructura torta en forma de cuc d'aquesta galàxia és probablement el resultat d'una col·lisió i la posterior fusió de dues galàxies.

Durant la fusió, les estrelles i la matèria fosca de cada galàxia són afectades per la galàxia que s'aproxima. Cap a les últimes etapes de la fusió, el potencial gravitatori i la forma de la galàxia comencen a canviar tan ràpidament que les  òrbites de les estrelles són greument afectades i perden memòria de la seva òrbita prèvia. Aquest procés és anomenat «relaxació violenta». Per tant, si dues  galàxies en forma de disc xoquen, comencen amb les seves estrelles en rotació ordenada en el pla del disc. Durant la fusió, el moviment ordenat es transforma en energia aleatòria. La galàxia resultant està dominada per estrelles que l'orbiten una xarxa complexa i aleatòria d'òrbites. Això és el que s'observa en una galàxia el·líptica: estrelles en òrbites aleatòries i sense ordre.

## Classificacions

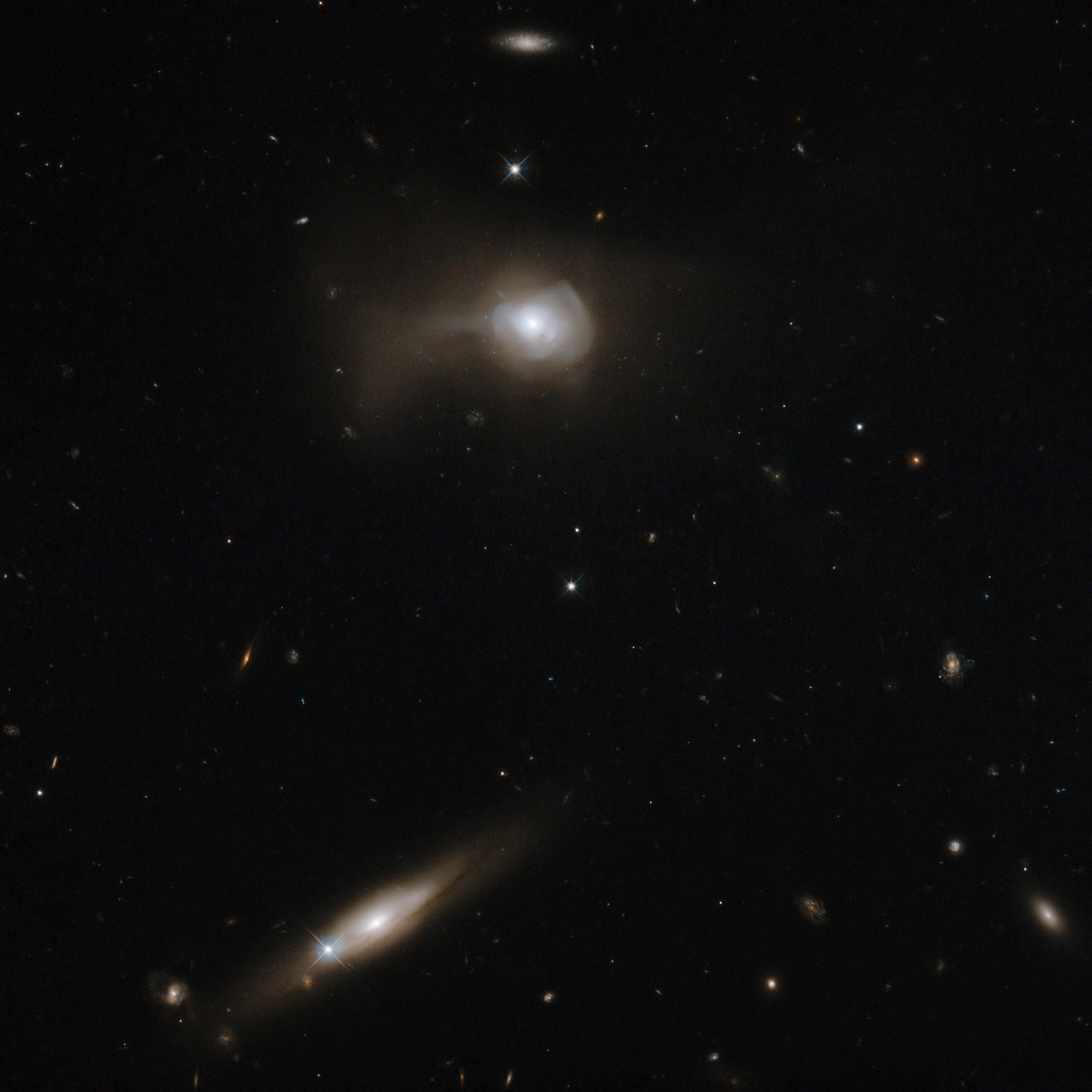
Markarian 779, la galàxia a la part superior d'aquesta imatge, té una aparença distorsionada perquè probablement és el resultat d'una fusió recent de dues galàxies espirals.

Les fusions de galàxies poden classificar-se en grups diferents, a causa de les propietats de la les  galàxies que pateixen la fusió, com el nombre, la mida comparatiu i la riquesa de gas.

### Per nombre
- Fusió binària: Dues galàxies interactuant causen la fusió.
- Fusió múltiple: La fusió involucra més de dues galàxies.

### Per grandària
- Fusió menor: Passa quan una de les galàxies és significativament més gran a l'altra (o les altres). La galàxia més gran sovint «es menjarà» als la de menor grandària, absorbint la major part del seu contingut de gas i d'estrelles, sense gairebé cap efecte significatiu en la galàxia gran. Es pensa que la nostra galàxia, la Via Làctia, està absorbint actualment galàxies més petites d'aquesta manera, com la Galàxia Nana del Ca Major i, possiblement, als Núvols de Magallanes. Es creu que el Corrent Estel·lar de la Verge representa els romanents d'una galàxia nana que s'ha fos gairebé completament amb la Via Làctia.

- Fusió major: Es duu a terme si dues galàxies espirals d'aproximadament la mateixa grandària xoquen a la velocitat i l'angle apropiats. Aquestes es fondran de tal manera que perdran una gran part de la pols i el gas, a través d'una varietat de mecanismes de retroalimentació que sovint inclouen una etapa en què hi ha un nucli actiu galàctic. Es creu que aquesta és la principal força que fa funcionar a molts  quàsars. El resultat final és una galàxia el·líptica. Aquesta és la hipòtesi proposada per molts astrònoms per explicar la creació de les galàxies el·líptiques.

Un estudi ha trobat que les galàxies grans s'han fos les unes amb les altres de mitjana una vegada en els passats 9 milions d'anys. Les galàxies petites van estar fonent-se amb les galàxies grans més freqüentment. Es creu que la Via Làctia i la Galàxia d'Andròmeda experimentaran una col·lisió en uns 4.5 × 10 ⁹ anys. La fusió d'aquestes galàxies es classificaria com a major, ja que tenen grandàries similars. Per tant, el resultat seria una galàxia el·líptica.

### Per riquesa de gas

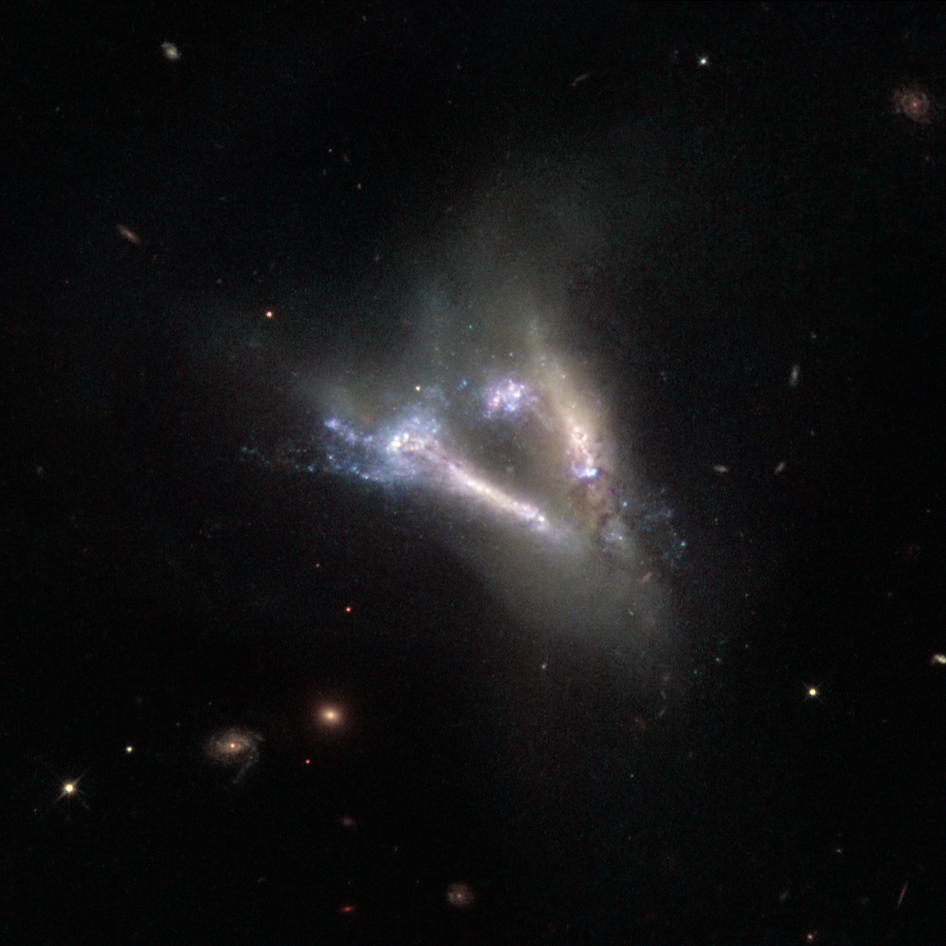
«V voladora» còsmica deguda a la fusió de galàxies.

- Fusió mullada: És una fusió entre galàxies riques en gas, o galàxies blaves. Les fusions mullades pot produir una més gran quantitat de formació estel·lar, transformar galàxies amb disc a galàxies el·líptiques i activar l'activitat de quàsars.[6]

- Fusió seca: Es duu a terme entre galàxies pobres en gas o galàxies vermelles. Aquestes fusions poden no afectar fortament la taxa de formació estel·lar. En lloc d'això, poden tenir un paper important en el creixement de la massa estel·lar.[6]

- Fusió humida: És un tipus de fusió entre les dues esmentades anteriorment, on hi ha prou gas per alimentar una formació estel·lar significativa, però no hi ha prou per formar cúmuls globulars.[7]

- Fusió barrejada: Passa quan galàxies riques en gas i galàxies pobres en gas, o galàxies vermelles i blaves es fonen.

## Exemples
Algunes de les galàxies que es troben en el procés de fusió o que es creu que han estat formades a través de la fusió de galàxies són:
- Galàxies de les antenes
- Galàxies dels Ratolins
- Centaurus A
- NGC 7318